# 達姆斯闊特 (馬里蘭州)
達姆斯闊特（英語：Dames Quarter）是位於美國馬里蘭州薩默塞特縣的一個普查規定居民點。

## 人口
根據2020年美國人口普查的數據，達姆斯闊特的面積為47.24平方千米，當中陸地面積為30.76平方千米，而水域面積為1.48平方千米。當地共有人口142人，而人口密度為每平方千米3.01人。